# Катеј пасифик ервејз
Катеј пасифик ервејз (Традиционални кинески: 國泰航空公司; Упрошћен кинески: 国泰航空公司; Пинин: Guótài Hángkōng Gōngsī) је кинеска авио-компанија са седиштем у Хонгконгу, која редовно превози путничке и карго летове до 104 одредишта широм свијета. Главна база је на Аеродром Хонгконг.
Једина је авио-компанија која је оцјењена са „пет звјездица“ од Skytrax-а.

## Историја
Катеј пасифик ервејз су 24. септембра 1946. у Хонгконгу основали Американац Рој Фарел и Аустралијанац Сидни де Кантзоу. Они су били бивши пилоти и навикли су се на летове линијама изнад Хималаја, и у компанију су уложили 1$ХКД да се региструје авио-компанија. Обоје су се преселили у Хонгконг да би формирали Катеј Пацифик. Компанија је добила име „Катеј“ зато што је то древно име за Кину, и „Пасифик“ зато што су имали наду да ће једног дана летети преко Тихog oкеанa до САД. На првом лету Катеј пасифика, Рој Фарел и Сидни де Кантзоу су летјели из Хонгконга до Маниле, и послије до Шангаја. Тада је у флоти био само један Даглас Ц-47 авион. Авио-компанија је од почетка летјела између Хонгконга, Сиднеја, Маниле, Сингапура, Шангаја и Гуејџоуа, али су редовни летови били само до Маниле, Сингапура и Бангкока.
Године 1948. је компанија Бутерфијлд & Свајр купилa 45% Катеј Пацифика, а такође и Аустралијски национални ервејз је купио 35%. Фарел и де Кантзоу су узели за себе 10% акција. Нова авио-компанија је летела од 1. јула 1948. године и регистрована је као Катеј пасифик ервејз (1948) Лтд 18. октобра 1948. Свајр је послије откупила 52% акција Катеј пасифика, и данас са компанија стоји 40% од Катеј пасифика.
Успјешна авио-компанија је кроз 1960е наставила са успјешним пословањем, откупила је конкурентску авио-компанију Хонгконг ервејз 1959. године. До 1966. године, овај авио-превозник је превезао милион путника.

## Флота
| Тип             | Укупно             | Сједишта                                  | Напомена                                                                |
| --------------- | ------------------ | ----------------------------------------- | ----------------------------------------------------------------------- |
| Ербас A330-300  | 43                 | 311 (44/267) 264 (41/223) 262 (39/223)    | Нови регионални распоред и нова дуголинијска пословна класа             |
| Ербас A340-300  | 7                  | 283 (26/257)                              | Замјениће их Ербас А350                                                 |
| Ербас А350-900  | (22 поруџбине)     | 280 (38/28/214)                           | Замјењује: Ербас A340-300 и Боинг 777-200 Прва достава у фебруару 2016. |
| Ербас А350-1000 | (26 поруџбина)     | —                                         | Замјењује: Боинг 777-300 и Боинг 747-400                                |
| Боинг 747-400   | 3                  | 379 (9/46/324)                            | Замјениће их:Боинг 777-300ЕР и Ербас А350-900                           |
| Боинг 777-200   | 5                  | 336 (45/291)                              | Нови регионални распоред                                                |
| Боинг 777-300   | 12                 | 398 (45/353)                              | Нови регионални распоред                                                |
| Боинг 777-300ER | 53                 | 297(6/53/238) 288(6/53/229) 301(6/57/238) |                                                                         |
| Боинг 777-9X    | (21 поручен)       | —                                         | Доставе од 2021.                                                        |
| Укупно          | 123 (69 поруџбина) |                                           |                                                                         |